# Catedral de Santa María del Prado (Ciudad Real)
La Catedral Basílica de Santa María del Prado (Santa Iglesia Prioral de las Órdenes Militares Basílica Catedral de Nuestra Señora Santa María del Prado) de Ciudad Real, iniciada en el siglo XV, es de estilo gótico, aunque posee elementos anteriores de estilo románico tardío pertenecientes al precedente de la catedral: la iglesia parroquial de época de Alfonso X el Sabio. Sobre esta se construyó la catedral, la cual se terminó a mediados del siglo XVI tras la construcción de las cubiertas de las bóvedas. No obstante encontramos también elementos posteriores, de estilo renacentistas y barrocos. Lo último que se construyó fue la actual torre, a principios del siglo XIX.
Actualmente, está considerada como BIC (Bien de Interés Cultural) (fue declarada Monumento histórico-artístico perteneciente al Tesoro Artístico Nacional mediante decreto de 3 de junio de 1931).

## Historia
| Fecha | Acontecimiento                             | Rey                 | Nombre del núcleo  | Tipo de Templo                   |
| ----- | ------------------------------------------ | ------------------- | ------------------ | -------------------------------- |
| 1088  | Aparición de la Virgen                     | Alfonso VI          | Pozuelo de Don Gil | Ermita                           |
| 1195  | Derrota cristiana en la batalla de Alarcos | Alfonso VIII        | Pozuelo de Don Gil | Ermita o iglesia parroquial      |
| 1255  | Concesión del título de "villa"            | Alfonso X el Sabio  | Villa Real         | Iglesia de Santa María del Prado |
| 1420  | Concesión del título de "ciudad"           | Juan II de Castilla | Ciudad Real        | Catedral gótica                  |

Según la tradición, el 25 de mayo de 1088, la imagen de la Virgen del Prado, talla románica, llegó formando parte de la comitiva real de Alfonso VI, la cual paró en un pequeño núcleo de población de La Mancha llamado Pozuelo Seco de Don Gil. Los lugareños, tras la supuesta aparición de la Virgen, pidieron a su rey que les diese la imagen para ser venerada allí. Este núcleo, el cual cuatro siglos después se denominaría Ciudad Real, se le deduce que tendría al menos una pequeña ermita de poca importancia. Cuando en el año 1195 el rey castellano Alfonso VIII perdió la batalla de Alarcos frente a los almohades, a muy poca distancia de Ciudad Real, se cree que mandó construir una nueva iglesia en el lugar donde estaba esa pequeña ermita, aunque también es posible que ambas fuesen la misma y por tanto una sola.
Sin embargo, el precedente a la catedral que realmente está documentado, es la iglesia de Santa María, la cual fue mandada construir por el rey Alfonso X el Sabio en el año 1255, cuando concedió el título de villa al núcleo de Pozuelo Seco de Don Gil con la intención de potenciar las tierras de La Mancha como alternativa a la ya abandonada Alarcos, en el marco del proceso de Reconquista y Repoblación de la península ibérica por parte de la Monarquía Castellana. Fue a partir de la concesión de este título, cuando se inició una política edilicia en la ciudad, en la que la iglesia de Santa María fue parte, junto a otras obras como por ejemplo la construcción de la muralla y la Puerta de Toledo.
Posteriormente, ya en el año 1420, Villa Real pasó a disfrutar del título de "ciudad" (Ciudad Real), que fue concedido por el rey Juan II de Castilla en agradecimiento a los lugareños por su lucha a favor de la Monarquía Castellana contra el poder de las Órdenes Militares, en concreto la de Calatrava. 
Por tanto, a principios del siglo XV, ya se había empezado la construcción del actual edificio, en concreto el ábside y la cuarta bóveda. En el año 1514 la tercera bóveda de terceletes ya estaba terminada y hacia 1580 la segunda y primera bóveda son un hecho. Las dos torres proyectadas se están construyendo en torno a 1550, pero solo una será terminada, de la otra solo se construirán los dos primeros cuerpos y se utilizará para albergar la Sacristía Vieja y la Capilla de los Treviño, ya en estilo renacentista. La cubierta de las bóvedas fue un trabajo de Antonio de Écija, que debido a una demora en las obras, se realizó ya a mediados del siglo XVI tras la licencia de construcción por parte del Cardenal Arteaga en 1553. En el siglo XVII se construyeron el Camarín de la Virgen del Prado y la Sacristía nueva, de estilo barroco.
En 1875, por Bula del papa Pío IX, la hasta ese momento iglesia parroquial de Santa María del Prado, pasó a ser la Santa Iglesia Prioral de las Órdenes Militares, equivalente a catedral, y por tanto a tener el cargo de Obispado del Priorato de las Órdenes Militares. A causa de ello, se trasladaron a la nueva catedral los elementos de boato de las cuatro Órdenes Militares, tales como la silla maestral de la Orden de Santiago o el Portapaz de Uclés, del cual se conservan catorce piezas recientemente recuperadas, obra de Francisco Becerril en el 1565, expuesto actualmente en el Museo Diocesano de Ciudad Real.
En 1931 fue declarada Monumento histórico-artístico. Durante la Guerra Civil Española la catedral fue usada como garaje por el bando republicano, y buena parte del patrimonio eclesiástico de la catedral, fue robado y destruido, como la silla maestral de la Orden de Santiago, que fue destruida en 1936 por la Milicia Torres de Valdepeñas o el Portapaz de Uclés, que fue robado por dos individuos de Miguelturra en agosto del mismo año. También desapareció la talla románica de la Virgen del Prado, probablemente del siglo X.
En 1967 pasó a ser también Basílica. En 1980 obtuvo oficialmente el rango de catedral al pasar a ser la sede de la diócesis de Ciudad Real.

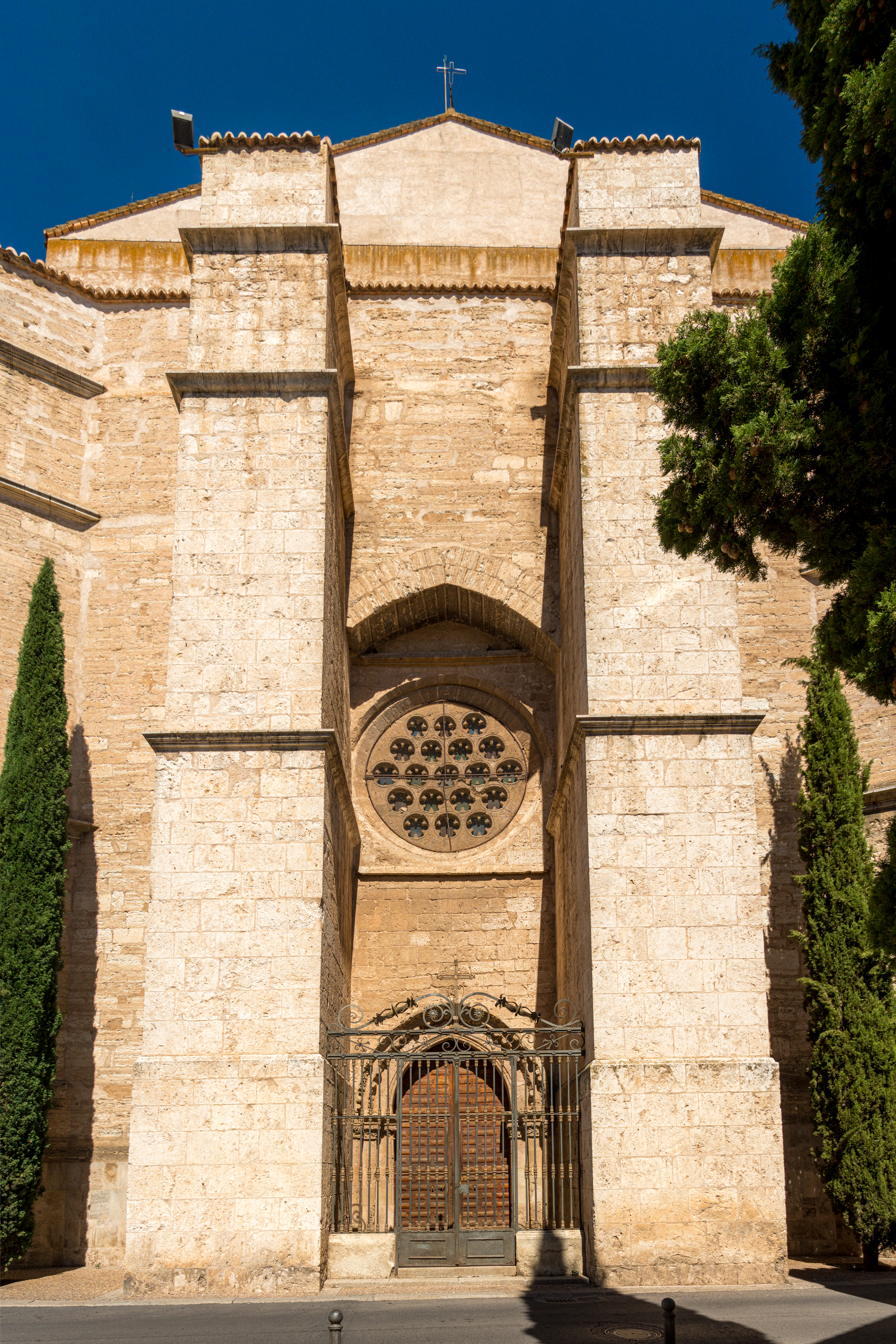
Puerta del Perdón

## Iglesia de Santa María del Prado
Esta iglesia, lugar de culto de los lugareños de Villa Real, fue construida a lo largo del siglo XIII por orden del rey castellano Alfonso X el Sabio. Se construyó en una mezcla de estilo románico tardío y gótico, con algunos elementos como el arco apuntado. Según José María de Azcárate, esta iglesia poseería su propia torre y sería de una sola nave. De ella tan solo se conservan tres rosetones en la fachada de poniente (dos de ellos aún visibles desde el Coro Alto), una ventana ojival (cegada por la construcción de la Sacristía Vieja, pero visible desde el interior), los muros laterales y de poniente y la puerta del muro de poniente, a los pies, conocida como la puerta del Perdón del último tercio del siglo XIII. Sobre su eje, se encuentra uno de los tres rosetones, el más grande, decorado con tracería formada por diecinueve círculos de seis lóbulos y enmarcado por un cuadrado, muy del estilo al que hay en la ermita de Alarcos. La cebecera de esta iglesia sobre la que se construyó la catedral llegaría hasta lo que hoy es el crucero, por lo que era considerablemente más corta y de menor altura que la actual catedral.

## Catedral

### Planta

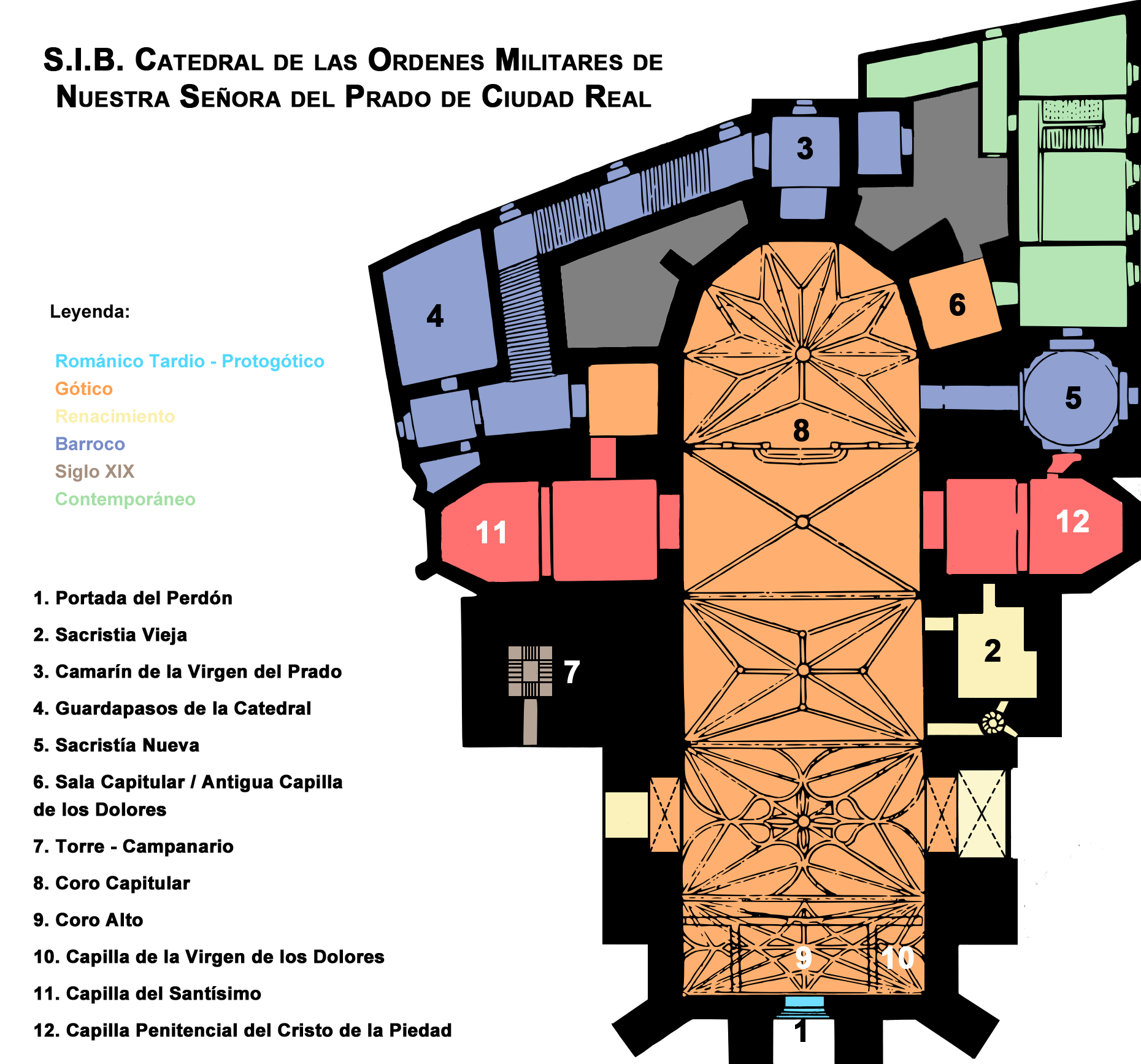
Planta

Esta es basilical, de nave única y de grandes proporciones. Es la segunda catedral más ancha de España de estas características, tras la catedral de Gerona y las medidas concretas de la nave son: 34 metros de altura, 53 metros de longitud y 18 metros de anchura. Posee cuatro tramos con bóvedas de crucería estrellada con terceletes y un ábside poligonal cubierto con una bóveda ojival. El ábside contaba en cada uno de sus cinco muros, con una ventana ojival con vidrieras, de las cuales ya solo quedan las dos laterales, pues las otras tres son arcos ciegos. El ábside, aparte del retablo, posee el Coro Capitular que fue tallado en 1960 por los hermanos Cruz Solís. Está situado donde en su momento estuvo la sillería churrigueresca y el Sillón Prioral de Uclés, desaparecidos en 1936. La nave debió tener varias capillas laterales, de las que subsisten dos de construcción moderna en estilo neogótico que forman el crucero. A los pies de la iglesia se encuentra el Coro Alto de los Cantores. Está sostenido por tres arcos: el central, que comunica con la Puerta del Perdón, es de tipo carpanel y ojivales los dos laterales. La sillería es también parte del Coro Capitular, pero estas de un estilo gótico. El Órgano, que también se encuentra en el Coro Alto, sustituyó al desaparecido en 1936 y es de fábrica española. Posee dos teclados de manos y uno de pedales y 2000 tubos sonoros. Fue inaugurado en 1946 con un concierto a cargo del maestro Jesús Guridi.

### Capillas
- Antigua Capilla de los Dolores: de estilo gótico y original de la catedral, está ubicada en el ábside (primer muro por la derecha) y posteriormente se le dio el uso de Sala Capitular. Es de planta cuadrada y posee una bóveda de crucería con terceletes y claves decoradas con motivos heráldicos y vegetales. Posee una sillería que también es parte del coro capitular.
- Capilla de los Treviño: está se encuentra, en planta, en el lado derecho de la nave y en altura, en el segundo cuerpo de lo que en un principio iba a ser la segunda torre de la catedral, la cual dejó de construirse en 1551. Se accede a ella primero por una puerta renacentista de decoración bizantina y después subiendo por una escalera de caracol. Está cubierta por una bóveda vaida nervada con losas de piedra caliza colocadas en forma concéntrica. Posee un ventanal de decoración renacentista y en el exterior del muro de la capilla, en la parte alta, hay un friso corrido también de decoración renacentista, con cabezas de ángeles.
- Capilla de la Virgen de los Dolores: se encuentra bajo el Coro Alto y en el lado izquierdo en planta. Posee un retablo barroco dorado del siglo XVI con la talla de la Virgen de los Dolores, obra de Antonio Lastrucci en 1940, sustituyendo esta a la desaparecida en 1936 y atribuida según unos a Salcillo y según otros a Martínez Montañés.

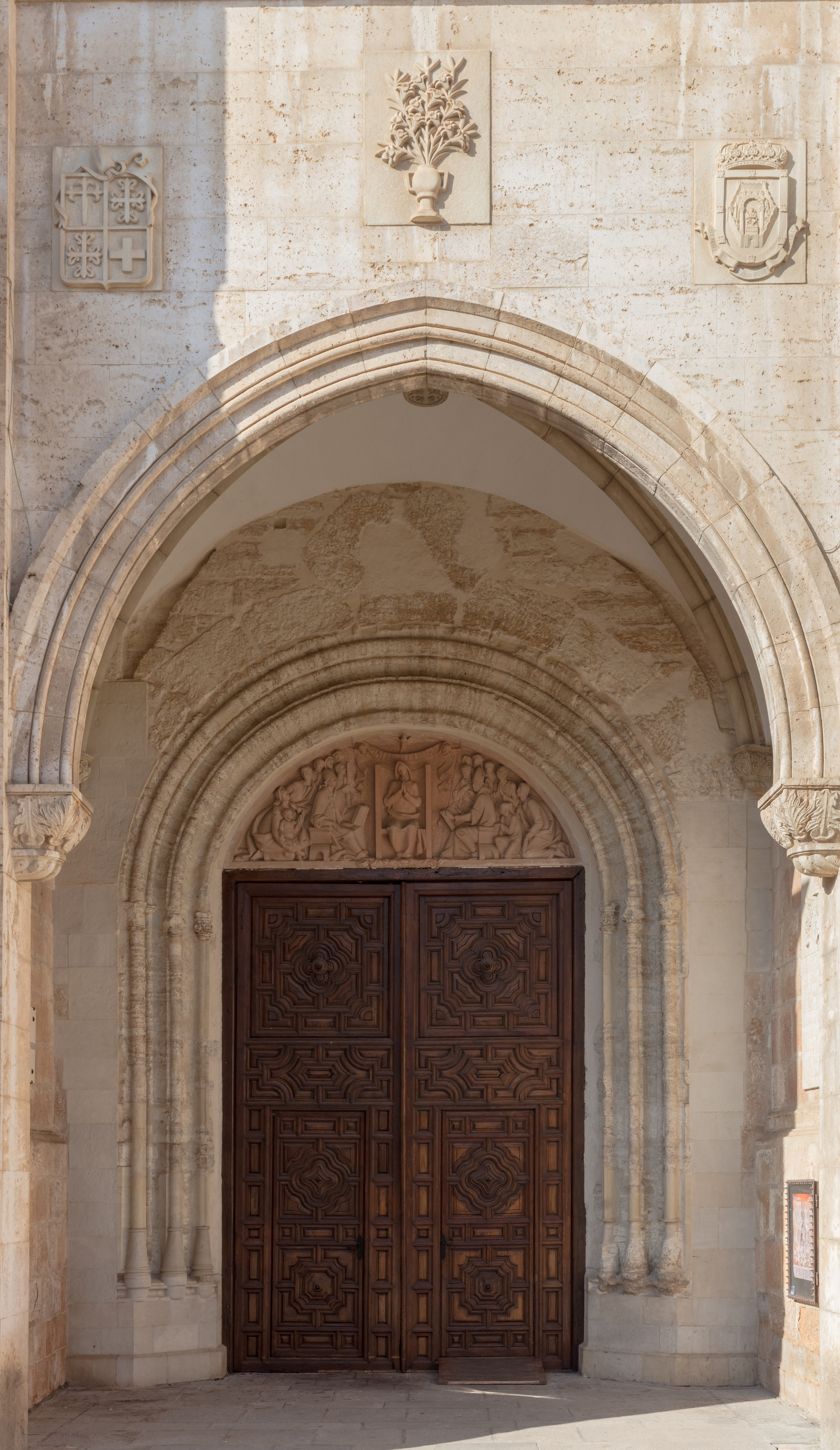
Puerta de los Reyes

- Capilla del Santísimo: se encuentra a la izquierda de la nave, a la altura del crucero, es de estilo neogótico y fue levantada a principios del siglo XX. Está dedicada a Santo Tomás de Villanueva, Patrón de la Diócesis. El retablo es de Bravo Nogales, de 1955, construido en conmemoración del IV centenario de la muerte de Santo Tomás de Villanueva. El santo se encuentra en la hornacina central y en las laterales los otros santos de la diócesis: San Juan de Ávila y San Juan Bautista de la Concepción. Las vidrieras representan escenas de la vida de Santo Tomás de Villanueva.
- Capilla Penitencial o del Cristo de la Piedad: anteriormente era la Capilla del Sagrado Corazón de Jesús y la actual fue construida al tiempo y en el mismo estilo que la capilla del Santísimo y se encuentra también a la altura del crucero, en el lado derecho. Los relieves laterales, alusivos a la penitencia, fueron obra de Faustino Sanz en 1967. Las vidrieras de la capilla representan a San Miguel y San Fernando. La talla que se venera en la capilla es la del Cristo de la Piedad, talla de Castillo Lastrucci en 1947, que sale en procesión el Viernes Santo por la noche. Esta talla sustituyó al de García Coronado, el cual a su vez reemplazó al original desaparecido en 1936, atribuido según algunos, a Giraldo de Merlo. Sobre el Cristo hay una tabla renacentista del siglo XVI con el tema del Descendimiento.

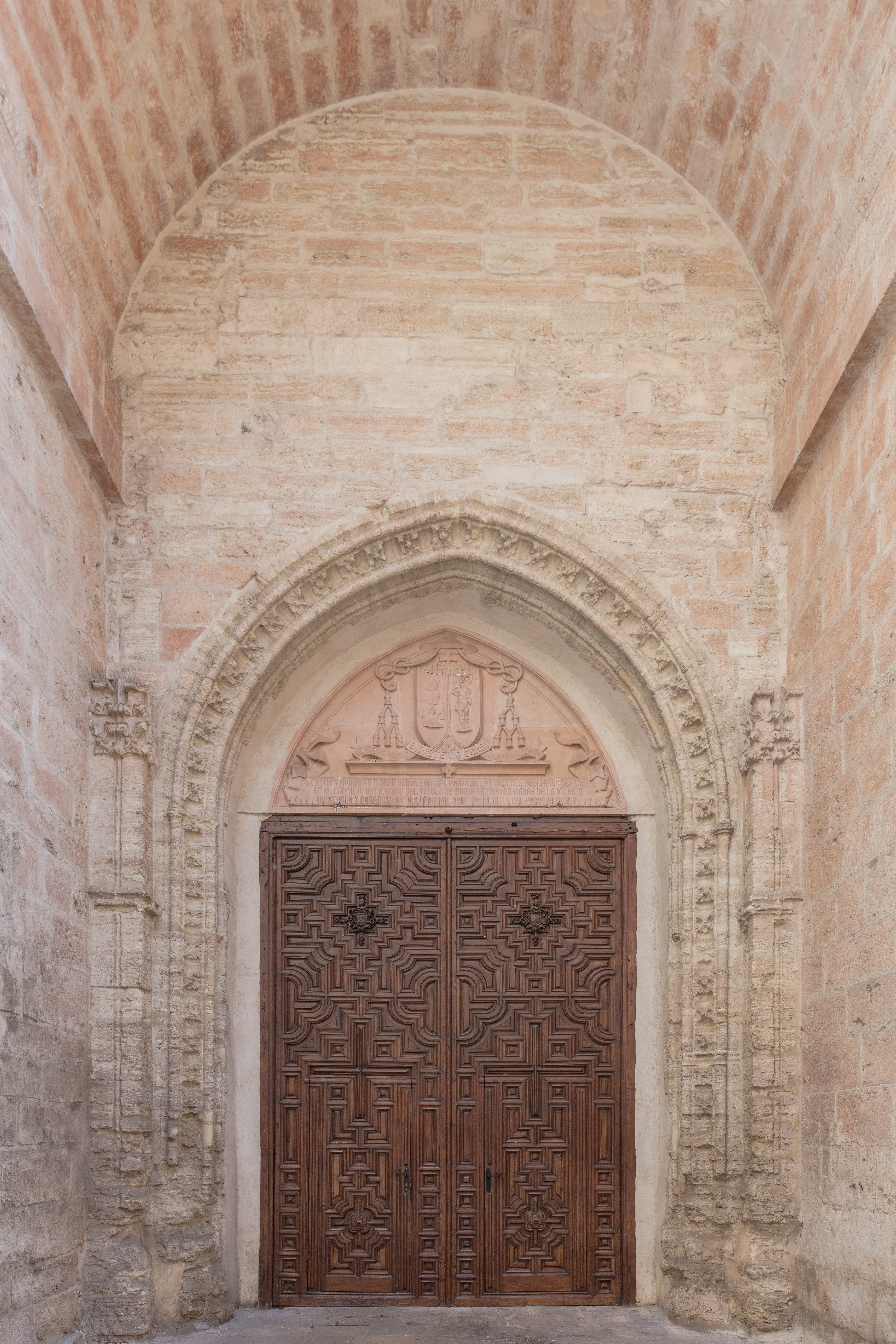
Puerta de la Umbría

### Sacristía
- Sacristía Vieja: de estilo renacentista, se encuentra en el primer cuerpo de la que iba a ser la segunda torre de la catedral, la cual dejó de construirse en 1551. Está cubierta por una bóveda de crucería con terceletes, decorada con motivos renacentistas. En ella hay una pila bautismal de piedra tallada que perteneció a la iglesia primitiva.
- Sacristía Nueva: de estilo barroco, es construida en 1632 con planta octogonal y una cubierta de bóveda barroca de escayola rematada por una linterna. En las pechinas, se sitúan óleos con los Padres de la Iglesia Latina (San Ambrosio, San Agustín, San Jerónimo y San Gregorio) y en los ángulos de las paredes encontramos cobres con motivos de La Pasión de Cristo.

### Portadas
- La Puerta de los Reyes es de transición del gótico al renacimiento, con arquivoltas de medio punto sobre unas finas columnillas. Apenas posee decoración, salvo el tímpano que es del siglo XIX.
- La Puerta de la Umbría se ubica en el interior de un nártex abierto al exterior por un arco apuntado, el cual es contemporánaneo y es imitación al anterior de estilo renacentista. La puerta en sí, es de estilo gótico, con arco apuntado y una finas arquivoltas en estado de deterioro.
- La Puerta del Perdón, en el muro de poniente, es del último tercio del siglo XIII. Pasa algo desapercibida al estar rodeada por dos grandes y salientes contrafuertes y es parte de la primitiva iglesia de Santa María, anterior a la actual catedral. Está compuesta por un vano apuntado y abocinado por dos arquivoltas decoradas con tetrafolios alternados con pequeñas cabecitas de un parecido asombroso a la decoración de los capiteles de Santa María de Alarcos. Las arquivoltas están sustentadas por pilares cuadrangulares con capitel corrido de decoración vegetal e impostas molduradas.

### Torre

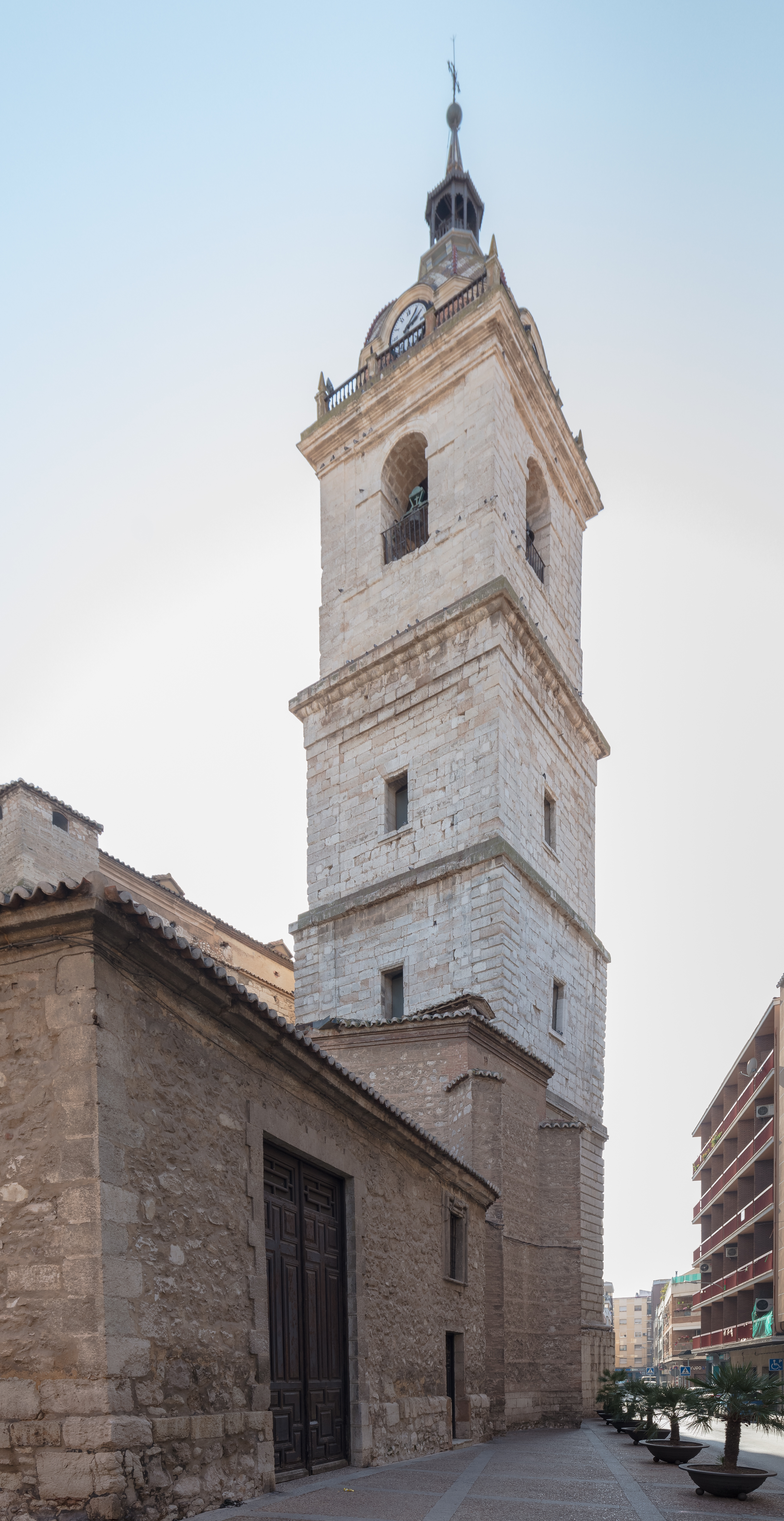
Torre actual, finalizada en el

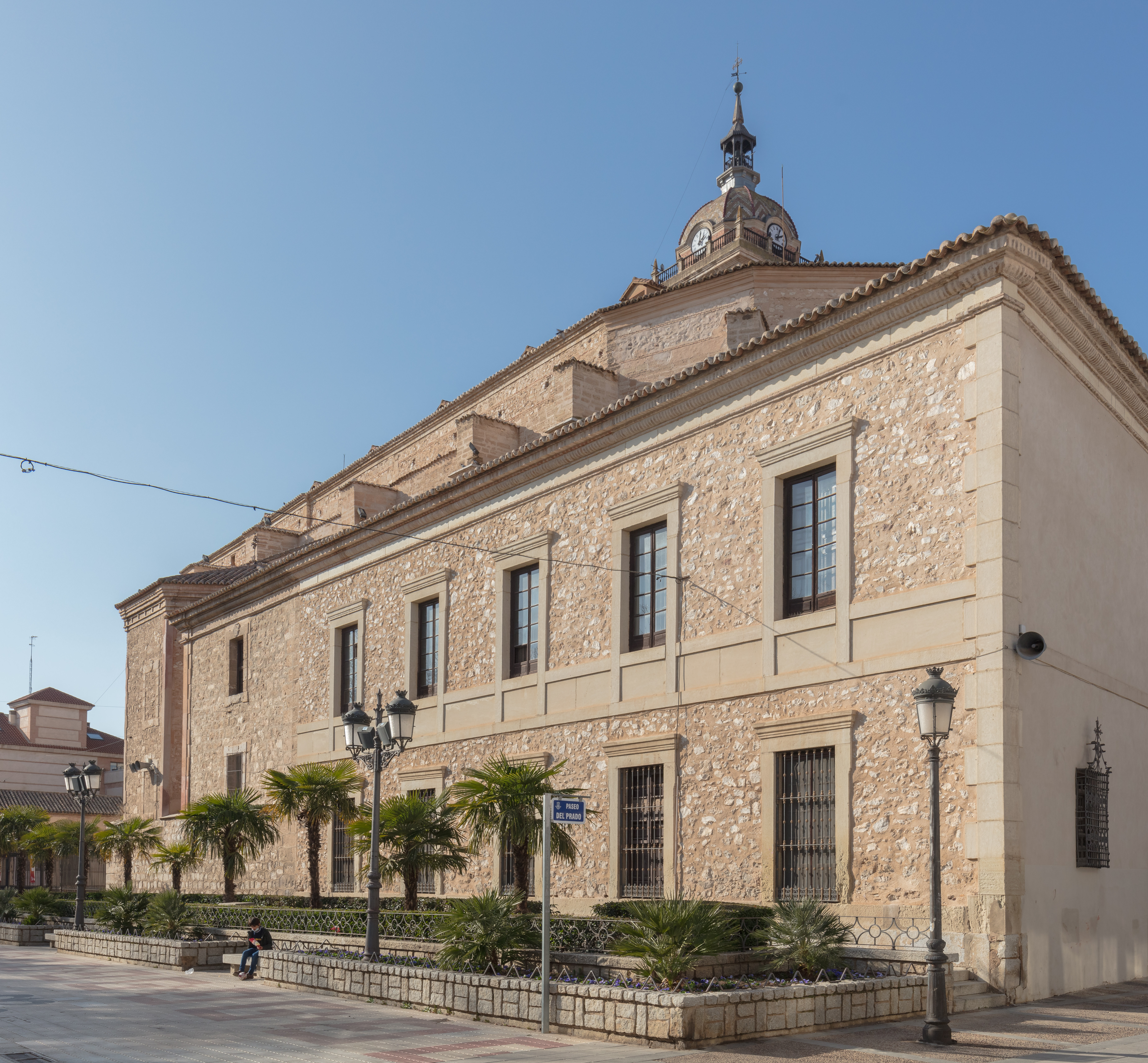
Vista posterior

Según las fuentes la primera torre habría sido parte de la iglesia parroquial de época de Alfonso X el Sabio y destruida al iniciarse el proyecto constructivo de la nueva catedral en el siglo XV. Delgado Merchán cita que al derribarse la torre para construir la actual, el arquitecto Joaquín Romero certificó bajo juramento la existencia de otra torre primitiva que podría haber sido la original, lo cual ha sido confirmado en la actualidad por diversos estudios. Según Sarthou, "La campana María de la Asunción o del Prado procede de la torre primitiva y se tiene, según reza su inscripción, por recuerdo devoto del rey San Fernando, en 1242, año en que visitó este templo el monarca con su madre Doña Berenguela y su esposa Doña Juana". Esta primera torre sería muy probablemente del estilo de la que tiene la catedral de Siguenza (Guadalajara) la cual tiene muchas similitudes con la iglesia primitiva anterior a la catedral, ambas del siglo XII.
A mediados del siglo XVI se construyó la torre de la catedral, la cual se destruyó a causa del terremoto de Lisboa de 1755. Sin embargo, las fuentes se contradicen, pues algunas afirman que la construcción de la actual torre fue iniciada en el año 1625, es decir, antes del terremoto. Sea como fuere, la actual torre fue finalizada entre 1827 y 1835 y posee cuatro cuerpos prismáticos rematados por uno ochavado y mide 62 metro altura. Está rematada por una cúpula de escamas de colores y una linterna construida en 1901, que sustituyó al chapitel clásico de pizarra. Fue restaurada entre 1983 y 1986 por la Dirección General de Bellas Artes.
Del conjunto de siete campanas que hay en la sala de la torre, tan solo una no es reciente, fechada en 1802. La campana del reloj, con forma romana, está separada de las demás y se ubica en el chapitel de la torre y está fechada en 1858 y fue fabricada por Santiago y Juan Prádanos. Sobre la campana que citaba Sarthou, no hay ninguna prueba de su existencia actualmente y probablemente fue refundida en 1967.

### El camarín y la Virgen del Prado
Tanto el camarín, como las escaleras que conducen a él, son del siglo XVII, de estilo barroco y construidos por encargo de Felipe Muñoz, contador de Hacienda. El camarín, es de planta cuadrada y está cubierto por una cúpula de decoración barroca. En 1918 el artista manchego Ángel Andrade, construyó en estilo renacentista el ventanal exterior del camarín, por el cual se puede venerar a la virgen cuando es vuelta al exterior por la noche. En el retablo encontramos a Nuestra Señora del Prado, a quién está dedicada la catedral y es patrona de la ciudad. Esta imagen barroca de escuela valenciana, creada en 1950 por Rausell y Llorens, tallada en madera policromada, sustituyó a otra anterior de 1940 de Vicente Navarro y policromada por el pintor manchego Carlos Vázquez, por el deterioro de la madera. Estas tallas, sustituyeron a otra de estilo románico de la Virgen con el niño, desaparecida en 1936. La imagen sale en procesión el 15 y 22 de agosto por las calles de la capital manchega.

### Retablo del Altar Mayor

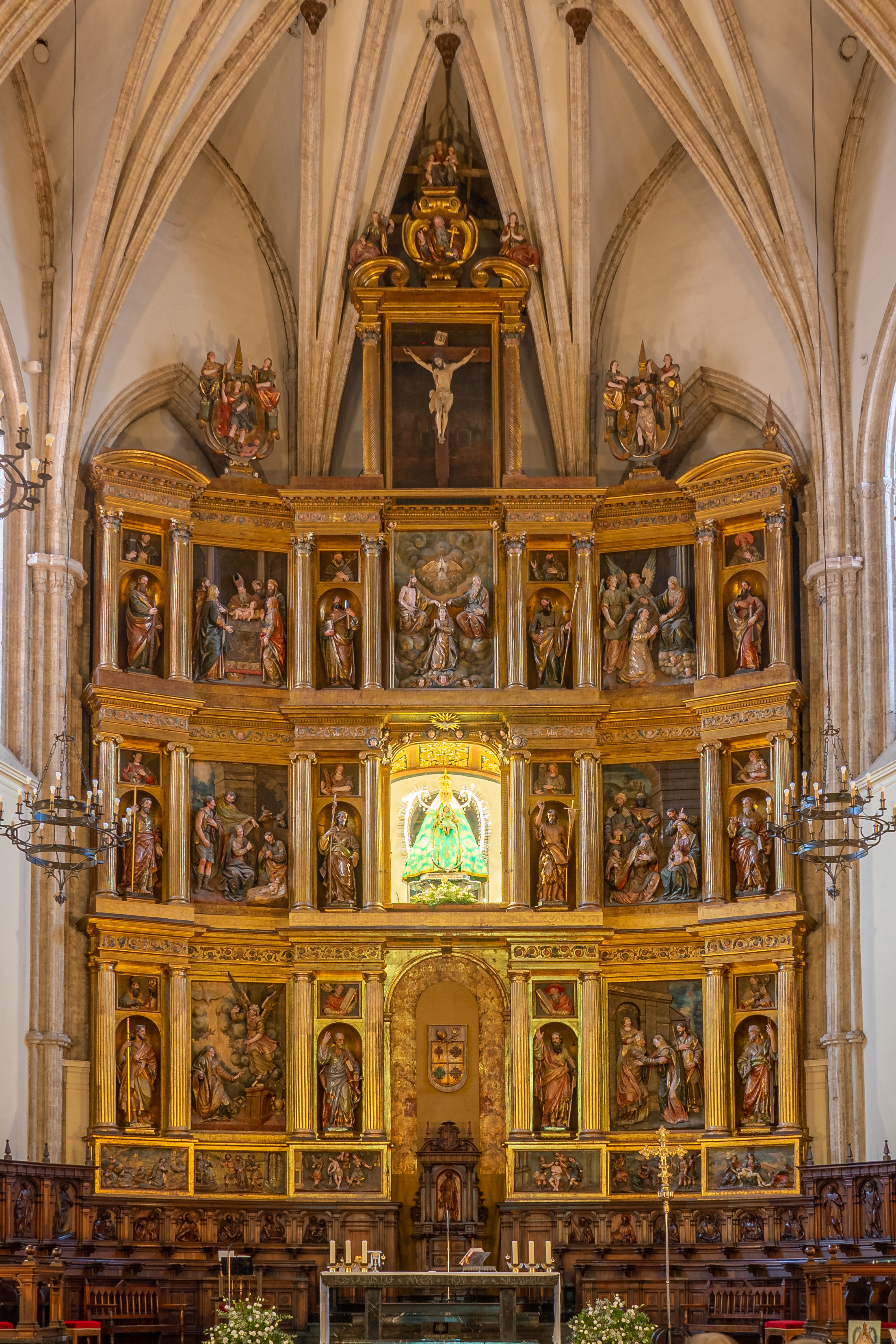
Retablo barroco del altar Mayor

Este fue trazado por Andrés de la Concha, tallado y ensamblado por el escultor de origen flamenco Giraldo de Merlo y pintado y estofado por Juan de Asten y los hermanos Cristóbal y Pedro Ruiz Elvira, todo ello entre 1612-1616 y combinando los estilos renacentista y barroco y habiendo sido restaurado recientemente, entre el 2003 y 2004. Fue mandado construir por Juan de Villaseca, un rico ciudarealeño residente en México. Giraldo de Merlo es también autor del retablo de la catedral de Sigüenza, muy parecido al de Ciudad Real, pero de menor tamaño e importancia.
Dividido en banco o predela, tres pisos, calvario y remate, desarrolla un programa iconográfico dedicado a la Virgen María. En la predela, se recogen escenas de la Pasión de Jesús: la oración del huerto, Jesús ante el Sanedrín, la Flagelación, Coronación de espinas, el encuentro de Jesús con su madre y la Piedad. En el primer piso, sostenido por columnas dóricas, se contienen los dos relieves más bellos de todo el retablo, la Anunciación, donde el Arcángel casi semeja salirse de la escena. Al otro lado encontramos la Visitación, bella escena enmarcada en arquitecturas clásicas.
En el segundo piso, entre columnas jónicas, los relieves de la Adoración de los Pastores y de los Reyes Magos, con los que el autor quería ejemplificar como el mensaje cristiano estaba destinado tanto al pueblo judío (los pastores) como a los gentiles o extranjeros (los Reyes Magos). En medio de ellos se encuentra el trono de la Virgen del Prado.
En el tercer piso, los relieves de la Circuncisión, la Coronación de la Virgen en el cielo, y la Imposición de la Casulla a San Ildefonso, que nos recuerda la pertenencia del templo a la Sede Metropolitana de Toledo hasta el siglo pasado.
El remate del retablo posee con un Calvario, y las virtudes cardinales reordenado a San Miguel arcángel, y el ángel protector de la ciudad, así como Dios Padre circulado de las Virtudes teologales.
Durante la guerra civil española se sustituyó una serie de esculturas correspondientes al apostolado de los dos primeros cuerpos y la imagen titular de la Virgen del Prado. Posteriormente, también sería reemplazado el Crucificado original.
La sillería bajo el retablo es de nogal tallado, creado en la primera mitad del siglo XVIII.

## Restauraciones
- 1967 - Primera restauración de las campanas: refundición de campanas, dotándolas de yugos metálicos.
- 1983-1986: Restauración de la torre a cargo de la Dirección General de Bellas Artes por peligro de desplome, construyéndose una sólida torre interna de hormigón a la que se cosió la exterior. También se reparó la cúpula.
- 1987-1988 - Segunda restauración de las campanas: refundición y nueva mecanización.
- 1992 - Tercera restauración de las campanas: soldadura de la campana menor (la más antigua del conjunto).
- 1998-2002 - Restauración de las fachadas y de la portada de la sacristía vieja.
- 2001 - Restauración del órgano: cambio de secretos, digitalización del sistema de transmisión y mejoras en brea tubería y construcción de nuevos secretos de mayores dimensiones y válvulas individuales para cada tubo, con una nueva reubicación de la tubería. La restauración de la tubería del segundo teclado ha sido íntegra y abre igual que los graves del primero y pedal. Se ha incorporado nuevas tubería como los tiples Flautado 8p, Flauta armónica 8p y Bordón 8p, con otros juegos completos como la Octava, Lleno 3h, Corneta 5h y Trompetería de Batalla.
- 2003-2004 - Restauración del Retablo Mayor[2][3]
- 2009-2010 - Restauración del Camarín de la Virgen del Prado.[4]
- 2013 - Restauración de la cubierta del chapitel de la torre a cargo de la Consejería de Educación, Cultura y Deporte de la JCCM.[5]

## Curiosidades
- En el exterior del templo hay un reloj de sol del siglo XVIII, un niño esculpido en la piedra en una de las dos esquinas de la fachada y una cabeza esculpida en la piedra en la otra.
- En 1985, durante unas obras en el altar, aparecieron varios cráneos, uno de ellos con una flecha clavada.
- En su interior cuenta con dos pasos procesionales que salen en la Semana Santa de Ciudad Real con sus respectivas hermandades: la Hermandad penitencial del Santísimo Cristo de la Piedad y la Hermandad del Ave María, ambas tallas del imaginero sevillano Antonio Castillo Lastrucci.
- El 30 de septiembre de 2013 la catedral se vio afectada por las fuertes lluvias de ese día que cubrieron de agua parte del interior del templo.[6]
- Actualmente existe en Bogotá (Colombia), concretamente en la Villa del Prado, una parroquia de culto católico también llamada "Santa María del Prado".[7]
- En su interior están enterrados seis obispos de la Diócesis de Ciudad Real: Casimiro Piñera Naredo (fallecido en 1904), Narciso de Estenaga Echevarría (asesinado en 1936), Emeterio Echeverría Barrena (fallecido en 1954), Juan Hervás Benet (fallecido en 1982), Rafael Torija de la Fuente (fallecido en 2019) y Antonio Ángel Algora Hernando (fallecido en 2020).